# Jaberg
Jaberg é uma comuna da Suíça, no Cantão Berna, com cerca de 236 habitantes. Estende-se por uma área de 1,31 km², de densidade populacional de 180 hab/km². Confina com as seguintes comunas: Kiesen, Kirchdorf, Uttigen, Wichtrach.
A língua oficial nesta comuna é o Alemão.